# Золоті монети мормонів

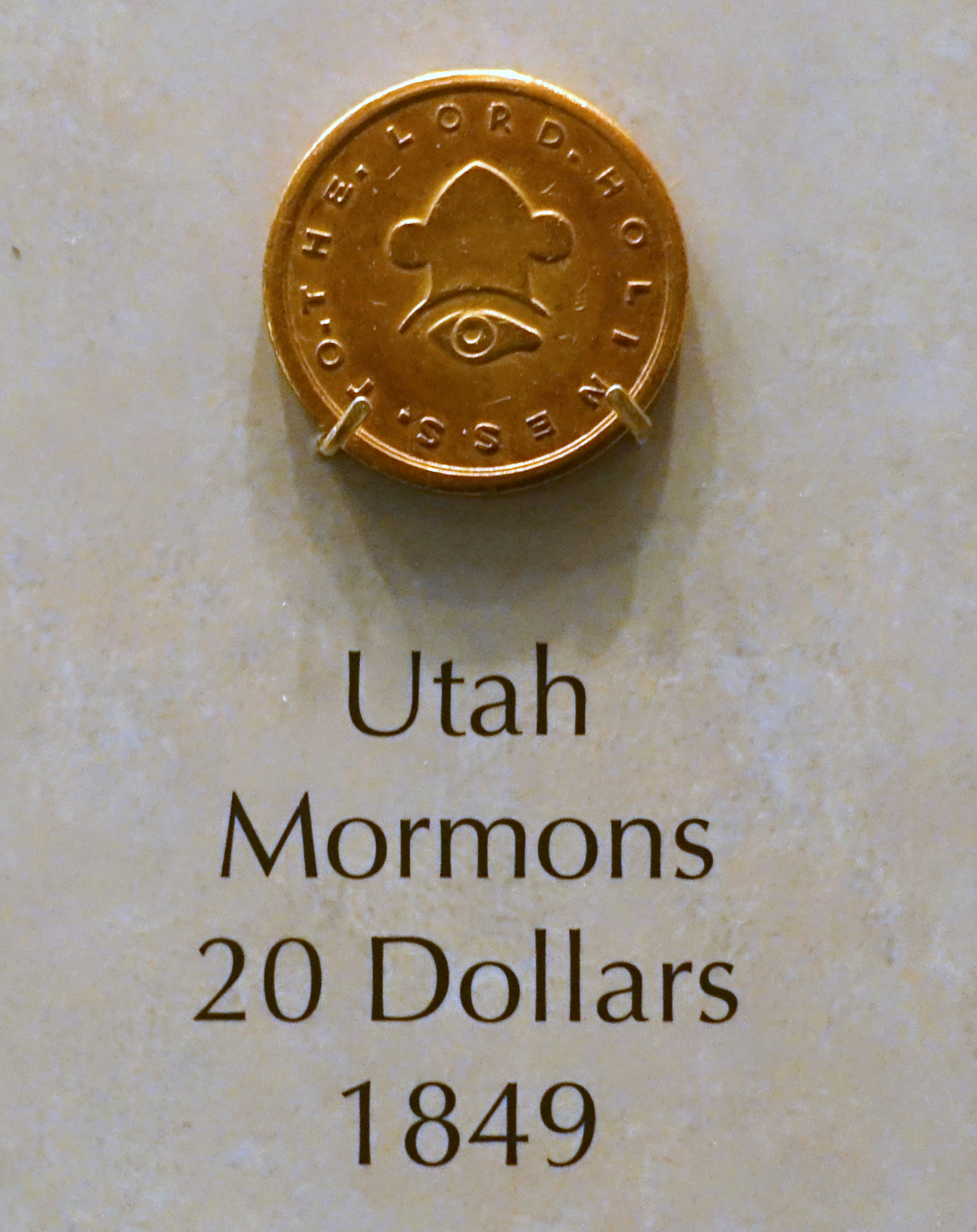
20 доларів 1849 (мормонське карбування) — у колекції Національного музею американської історії.

Золоті монети мормонів — золоті монети (токени), що карбувалися за розпорядженням Ради старійшин Церкви Ісуса Христа Святих останніх днів («мормонів») для цілей накопичування на території Юта.
Монети чеканилися в 1849, 1850 і 1860 роках номіналами 2 1/2, 5, 10 і 20 доларів. Дизайн монети 5 доларів 1860 року цікавий тим, що легенда на аверсі виконана особливою мормонською дезеретською абеткою. На звороті зображений орел, перед яким — бджолиний вулик, що пов'язано з назвою невизнаної мормонської території Дезерет, пізніше реорганізованої в територію Юта: мовою одного з народів Книги Мормона слово Дезерет нібито означало «медоносну бджолу».
Монети продавались за ціною трохи вище номіналу. Хоча вони рідко циркулювали, тим більше в інших штатах, проте використовувалися як засіб накопичення (що було вигідніше порівняно з накопиченням власне золота, яке здобували в Каліфорнії і яке уходило перекупникам за безцінь під час каліфорнійської золотої лихоманки).
До теперішнього часу відомо близько 300 монет, не рахуючи сучасних копій.